# Mesosemia macrina
Mesosemia macrina är en fjärilsart som beskrevs av Felder 1865. Mesosemia macrina ingår i släktet Mesosemia och familjen Riodinidae. Inga underarter finns listade i Catalogue of Life.

## Bildgalleri

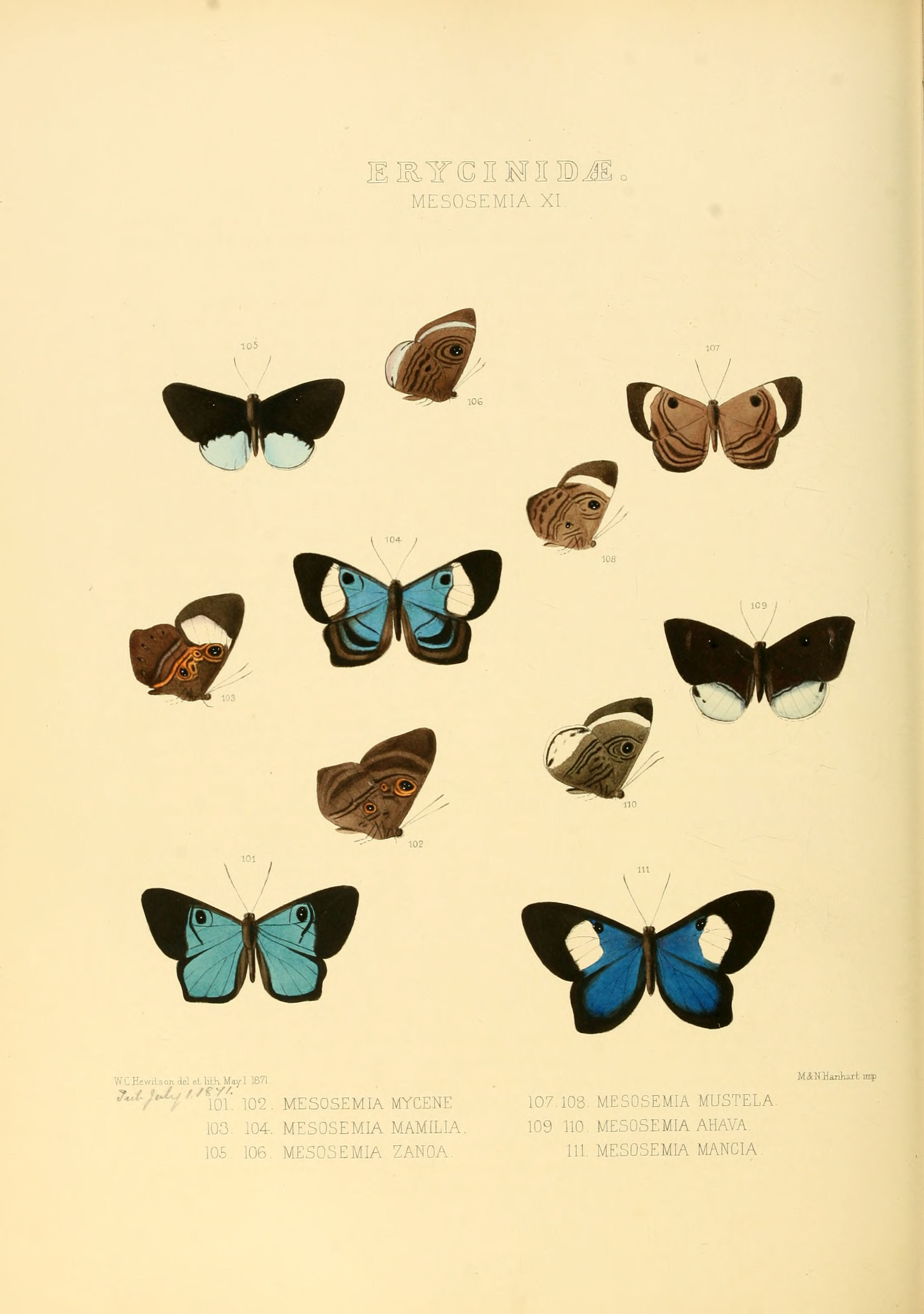